# 追求
| ウィキペディアには「追求」という見出しの百科事典記事はありません（タイトルに「追求」を含むページの一覧/「追求」で始まるページの一覧）。 代わりにウィクショナリーのページ「追求」が役に立つかもしれません。 |